# Tatuaggio (romanzo)
Tatuaggio è il secondo romanzo che ha come protagonista Pepe Carvalho, il primo che lo vede vestire i panni dell'investigatore privato destinati a rendere celebre lui ed il suo creatore Manuel Vázquez Montalbán. In Italia ISBN 9788807812293

## Trama
L'investigatore privato Pepe Carvalho viene incaricato di scoprire l'identità di un cadavere che presenta un evidente e singolare tatuaggio.
Un po' straccione, buongustaio, brillante, disincantato (alimenta il camino con i libri che compra ma non legge), ex agente CIA, ex comunista, cinico, umano, colto, impassibile, manesco, acuto, sfuggente, il più noto protagonista dei gialli di Manuel Vázquez Montalbán si conferma in questo romanzo il classico antieroe.
Introdursi in sordide storie di droga e prostituzione, da Barcellona ai Paesi Bassi, non è per Pepe un problema; le prime indagini sembrano però impantanarsi fino alla soluzione del caso tanto tragica quanto semplice.

## Adattamenti
Dal romanzo è stato tratto il film Tatuaje diretto da Bigas Luna. e con Carlos Ballesteros come interprete.
Nel 2018 è stato realizzato un graphic nove sceneggiato da Hernán Migoya e illustrato da Bartolomé Seguí, edito in Italia da Tunué.